# Bénédictine
Pour les articles homonymes, voir Bénédictine (homonymie).
La Bénédictine est une liqueur digestive, fabriquée à Fécamp en Normandie.
La société de production appartient au groupe Bacardí-Martini France.

## Histoire

### Création

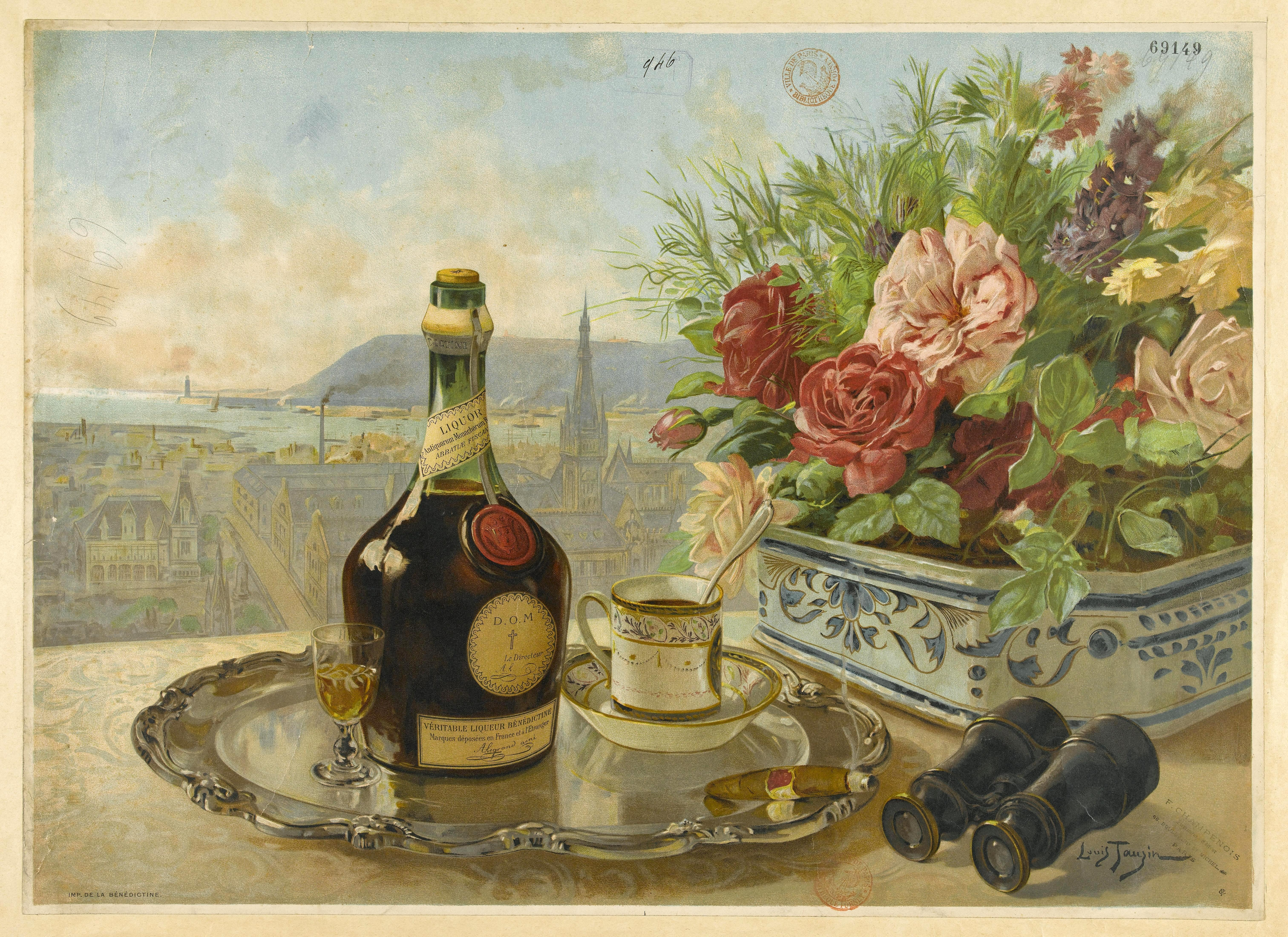
Véritable liqueur bénédictine (tableau de Louis Tauzin, 1901) : la bouteille portait à l'origine une étiquette en diagonale sur le col, un cachet de cire écartelé de trois mitres (sceau de l'abbaye de Fécamp) et une étiquette ronde sur le ventre, et une étiquette rectangulaire à la base.

Selon la légende maison, un élixir de santé aurait été mis au point par un moine vénitien, Dom Bernardo Vincelli à l'abbaye de Fécamp en 1510. Alchimiste et herboriste, il aurait distillé quelques-unes des plantes médicinales qu'il trouvait en abondance sur le plateau cauchois. Le breuvage aurait été très apprécié par le roi François Ier. Au fil des ans, la recette initiale aurait été perdue, puis retrouvée en 1863 par le négociant en vin Alexandre Le Grand.
Historiquement, il n'existe aucune trace monastique de l'existence d'un moine dénommé Bernardo Vincelli, ni du fait que François Ier ait apprécié un élixir provenant de l'abbaye de Fécamp. Une autre version explique en complément qu'à la dispersion de l'ordre des bénédictins lors de la Révolution française, le manuscrit contenant la formule est racheté par un notable de Fécamp en 1791 sans connaître son contenu, et que ce document soit retrouvé dans la bibliothèque familiale par son lointain descendant Alexandre Le Grand en 1863. Sans doute plus précisément, il semble qu'Alexandre Le Grand ait concocté lui-même la liqueur, aidé d'un pharmacien, à partir de vieilles recettes médicinales qu'il possédait dans un livre, ayant appartenu à l'abbaye, un de ses aïeux maternels ayant exercé la charge de procureur fiscal de l'abbaye. Alexandre Le Grand entreprend la création d'un nouvel « élixir de santé » qu’il baptise « Bénédictine »,.

### Industrialisation
Alexandre Le Grand se lance dans sa fabrication industrielle en construisant un « palais-usine » de style néo-gothique et néo-Renaissance, œuvre de l'architecte Camille Albert, le Palais Bénédictine.

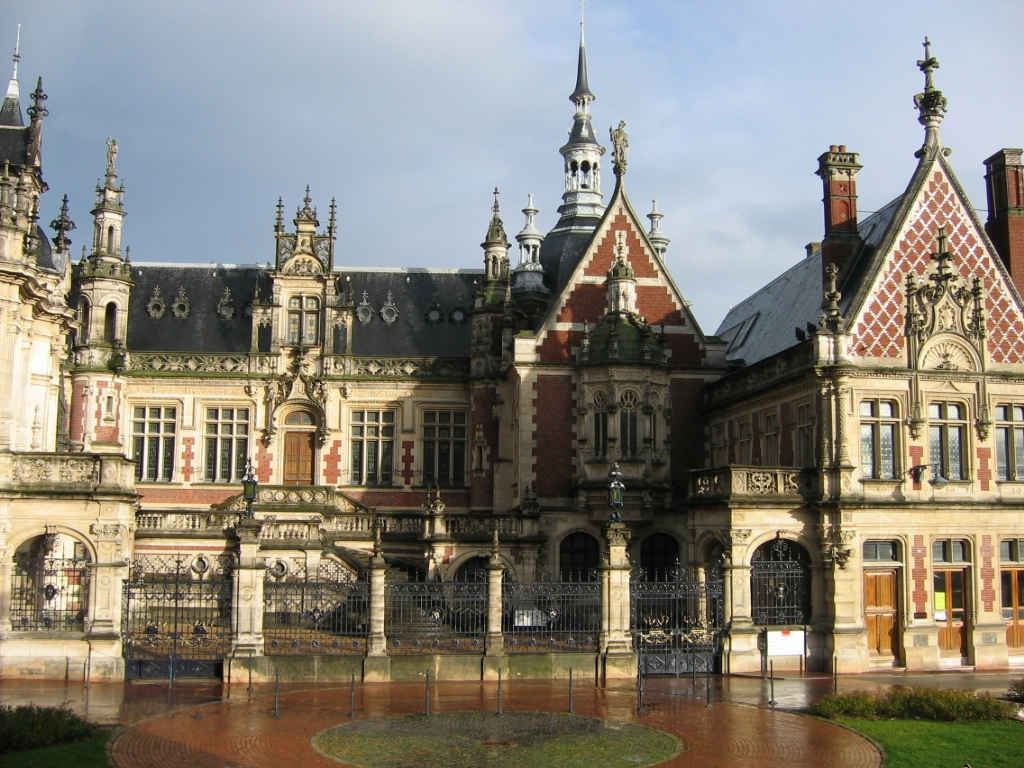
Palais Bénédictine.
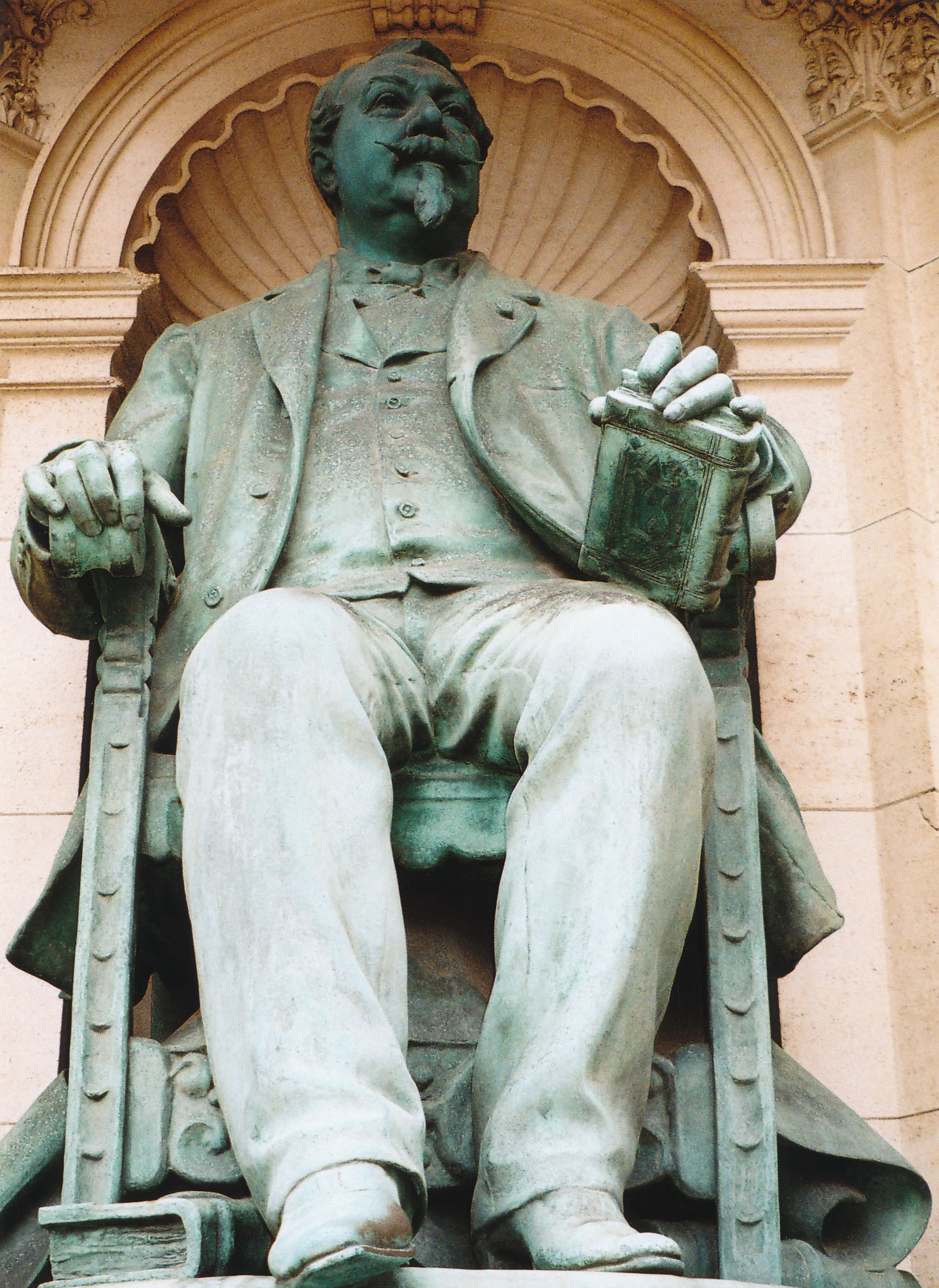
Statue d'Alexandre-Prosper-Hubert Le Grand au Palais Bénédictine.
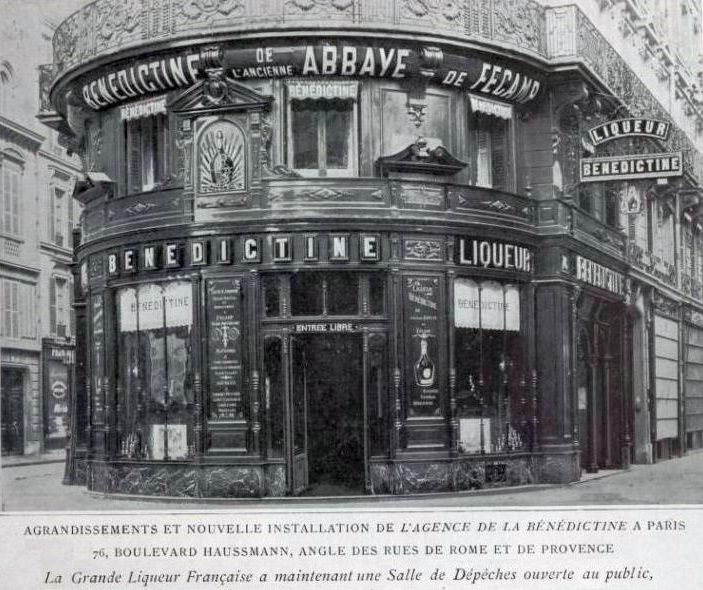
Le siège parisien en 1905.
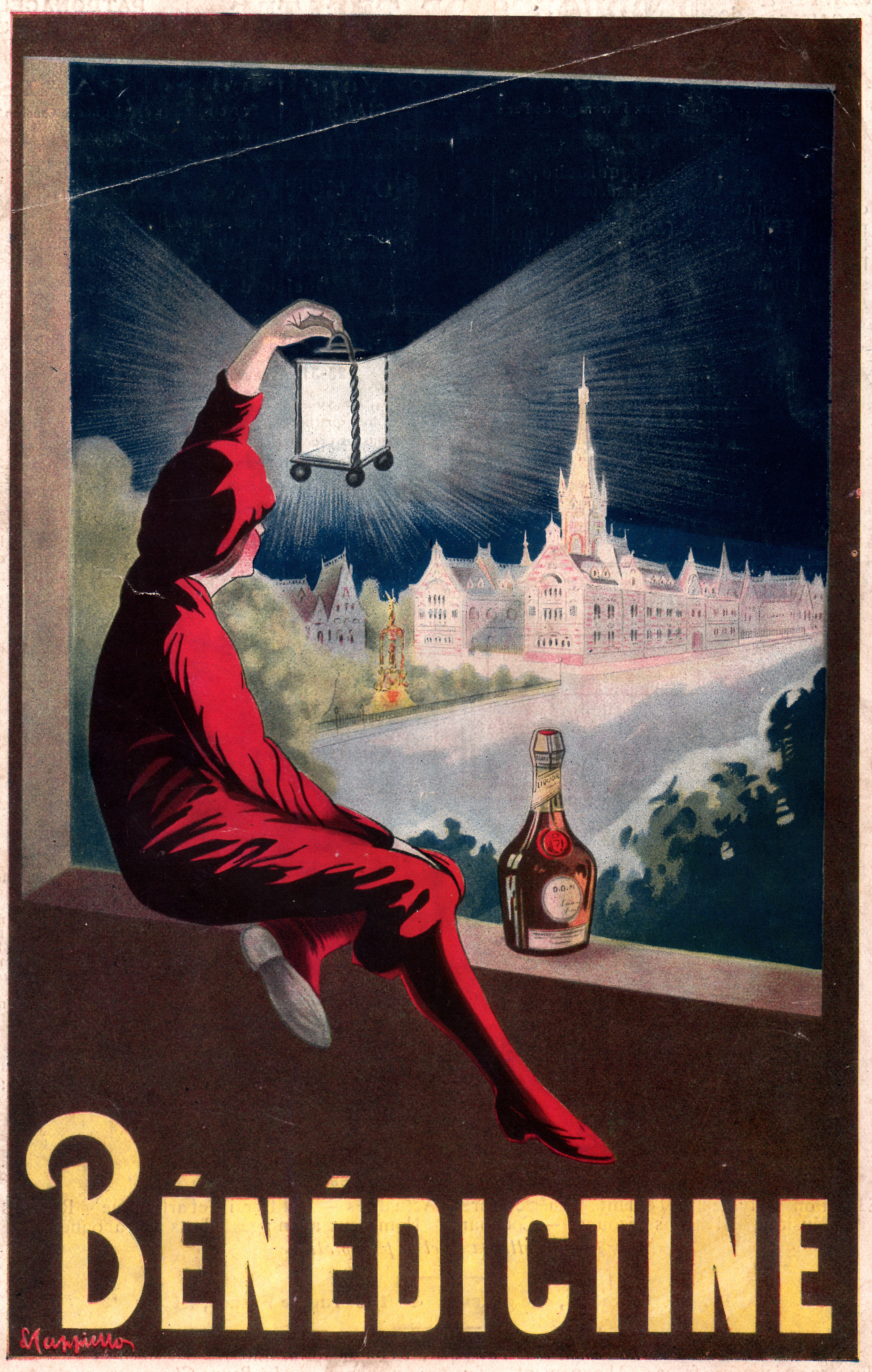
Réclame parue dans un magazine en 1908.

Le succès immédiat de la Bénédictine, dont la production atteint près de 150 000 bouteilles par an, dès 1873, oblige son créateur à lutter contre les contrefaçons de son produit. 130 actions en justice sont intentées pendant les premières années de commercialisation. Des centaines d'imitations sont recensées. Le nom Bénédictine est déposé dès 1875.
En 1969, l'entreprise rachète GET Frères, produisant la liqueur Pippermint Get, qu'elle renomme Get 27.
En 1986, le groupe Martini & Rossi prend le contrôle de Bénédictine-Get, groupe lui-même racheté par le groupe familial Bacardí en 1992.

### Internationalisation
En 2010, 75 % de la production est exportée. Ses plus gros consommateurs sont les États-Unis, la Malaisie et Singapour.
En 2020, Bacardi sort Bénédictine 1888, un assemblage de Bénédictine et cognac.

## Bouteille
Chaque bouteille de Bénédictine est munie d’un bouchon portant l’inscription : « Véritable Bénédictine » tout autour, avec en dessous le sigle D.O.M. (Deo Optimo Maximo, latin pour : « À Dieu, le meilleur, le plus grand », devise des moines de l'abbaye de Fécamp), et une large ligature de plomb autour du col des bouteilles avec l’inscription : « Véritable † Bénédictine ».
En 2019, 300 bouteilles de Bénédictine sont récupérées dans l'épave du SS Kyros coulé en 1917.

## Ingrédients

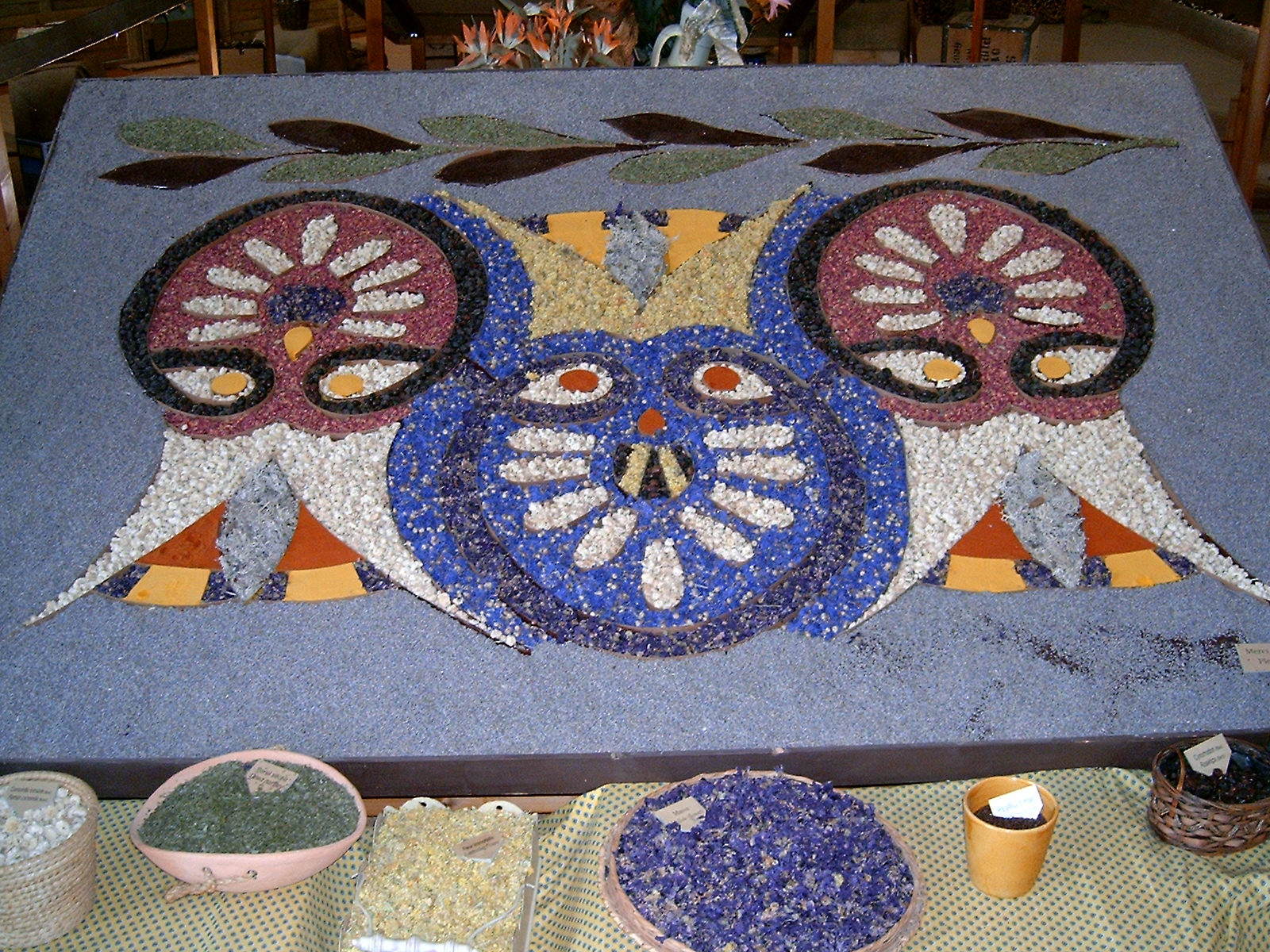
Certaines des épices entrant dans la composition de la Bénédictine.

La Bénédictine est composée à partir de miel de trèfle et de vingt-sept épices orientales et de plantes locales dont les trois principales sont les tiges de mélisse, les racines et graines d'angélique et les feuilles d'hysope, auxquelles on ajoute baies de genièvre, fleurs de génépi, graines de cardamome, myrrhe, bourgeons de pin, résine d'aloès, fleurs d'arnica, feuilles de capillaire, feuilles de thé noir, thym, coriandre, noix de muscade et de macis, girofle, citron, gousses de vanille, zeste d’orange, baies rouges, amandons d'abricot, graines d'ambrette, tiges de cannelle, sirop de sucre et enfin safran qui donne la teinte dorée à la liqueur. Elle titre à 40 % d'alcool.
Un seul herboriste connaît les dosages et fait le mélange. La recette actuelle est toujours tenue secrète et il en existe trois exemplaires tenus cachés en trois endroits différents de la planète[réf. nécessaire]. Les alambics de cuivre que le visiteur peut apercevoir dans les locaux sont ceux d'origine du temps d'Alexandre Le Grand, toujours utilisés aujourd'hui pour la distillation. Le moelleux du produit fini nécessite plusieurs processus de distillation et environ deux ans de vieillissement en fût de chêne, toujours localisés dans le Palais de Fécamp. L'embouteillage, lui, se fait désormais dans l'usine du groupe Bacardí-Martini à Beaucaire, dans le Gard.

## Gastronomie

### Spécialités normandes
La Bénédictine est largement utilisée en Normandie dans la confection de confiseries telles que les « truffes à la Bénédictine » ou de desserts tels que les « crêpes », le « soufflé à la Bénédictine, » ainsi qu’à rehausser la saveur des gâteaux, comme le Bénédictin. Elle peut également être utilisée avec les légumes, la viande, les fruits de mer ou le poulet.

### Cocktails
La Bénédictine entre dans la composition de certains cocktails, dont :
- Béné dégraissée (moitié Bénédictine, moitié calvados)
- B & B (moitié Bénédictine, moitié cognac - le B est pour Brandy - à raison de 40 % de cognac et 60 % de Bénédictine)
- Crazy Ben
- Creole Cocktail
- Gypsy Variation
- Kentucky Colonel
- Moonstar
- Maxim's Coffee
- Orient Express
- Rolls Royal Cocktail
- Singapore Sling
- Sunny day
- Tarantula
- Toothfull
- Vieux Carré
- Winters Moon

Le B&B a été inventé par le barman du 21 Club à New York dans les années 1930 et est surtout vendu à l’export pour les pays anglophones, ce qui explique que le nom du produit soit en anglais.

## Culture

### Publicité

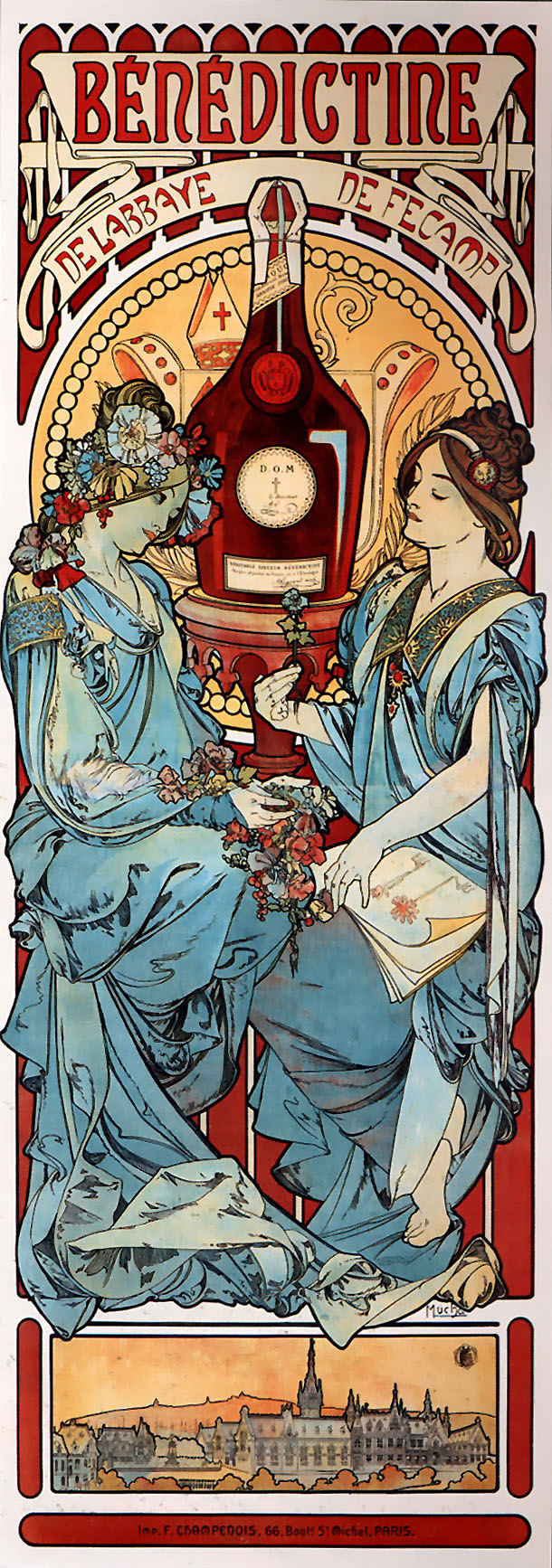
Affiche d’Alfons Mucha (1898).
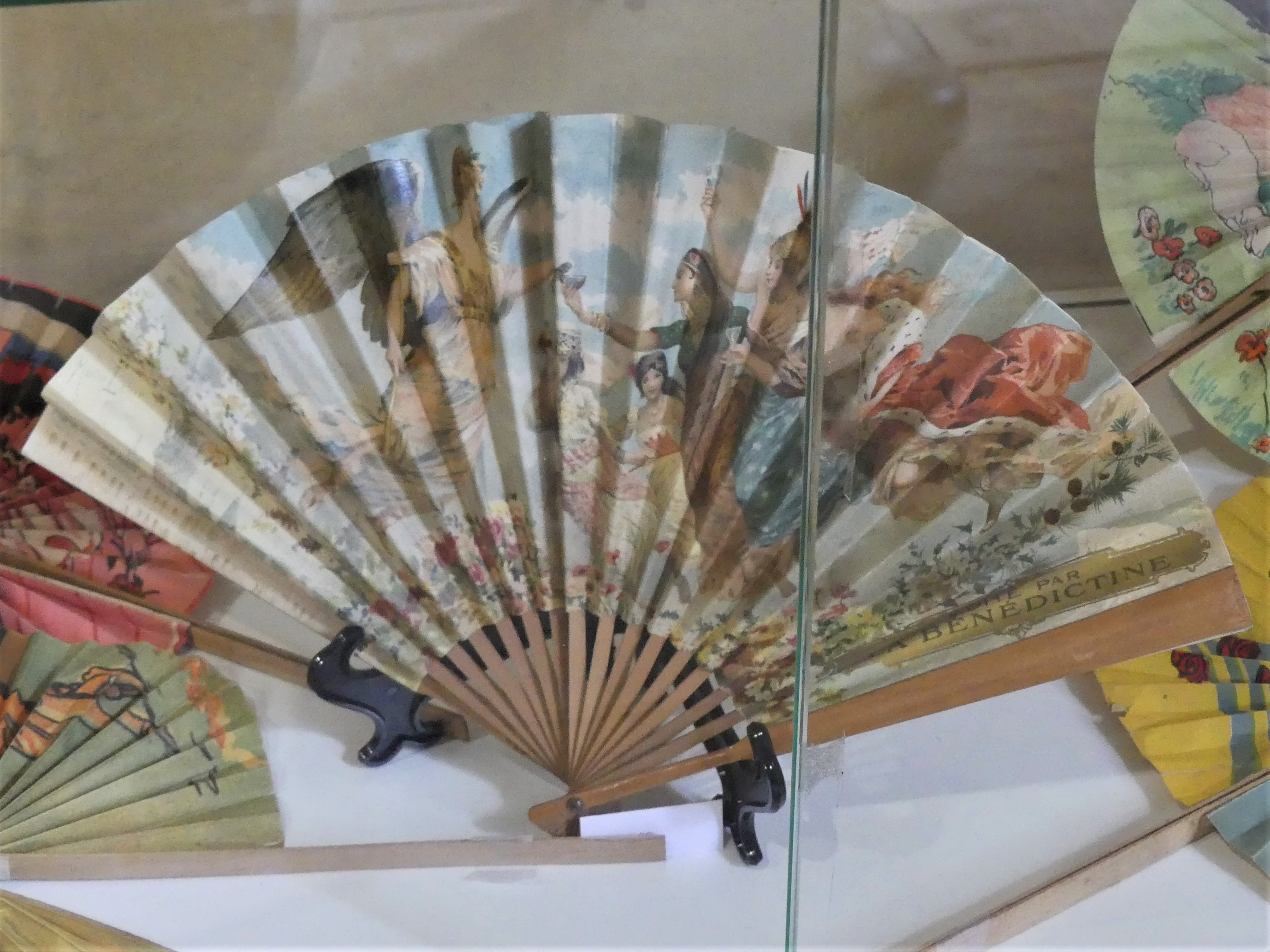
Éventail publicitaire de 1900.
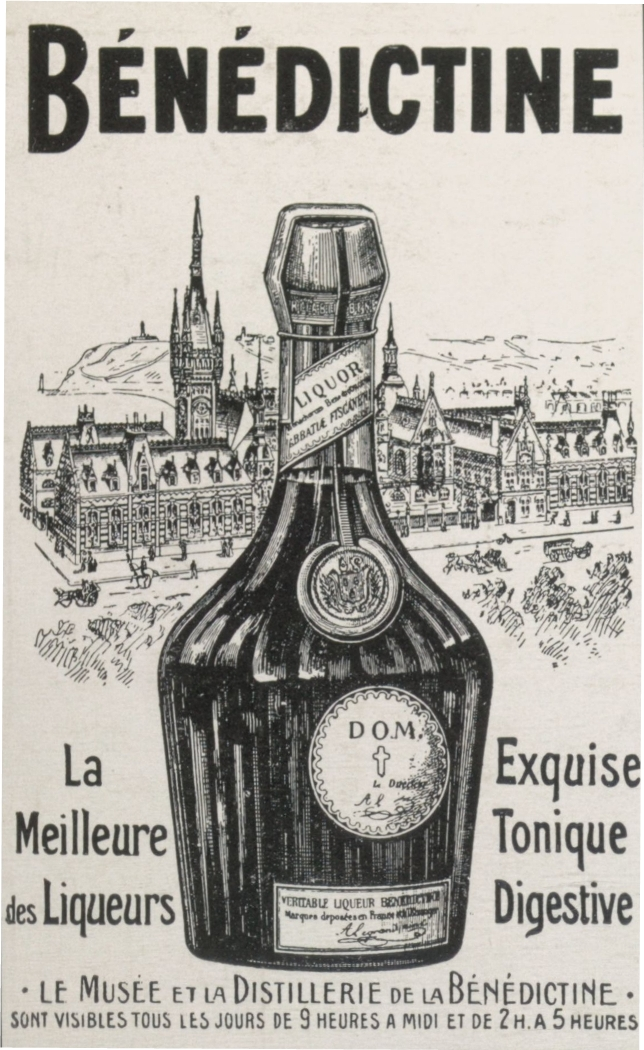
Réclame parue en juin 1906 dans L’Art et le Beau.
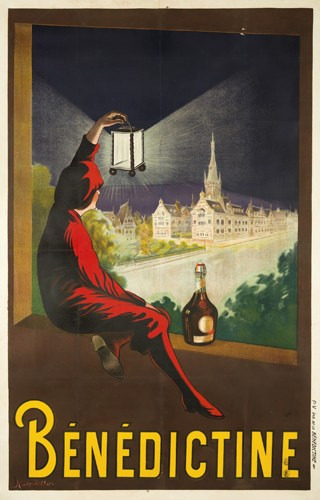
Affiche de Leonetto Cappiello (1907).
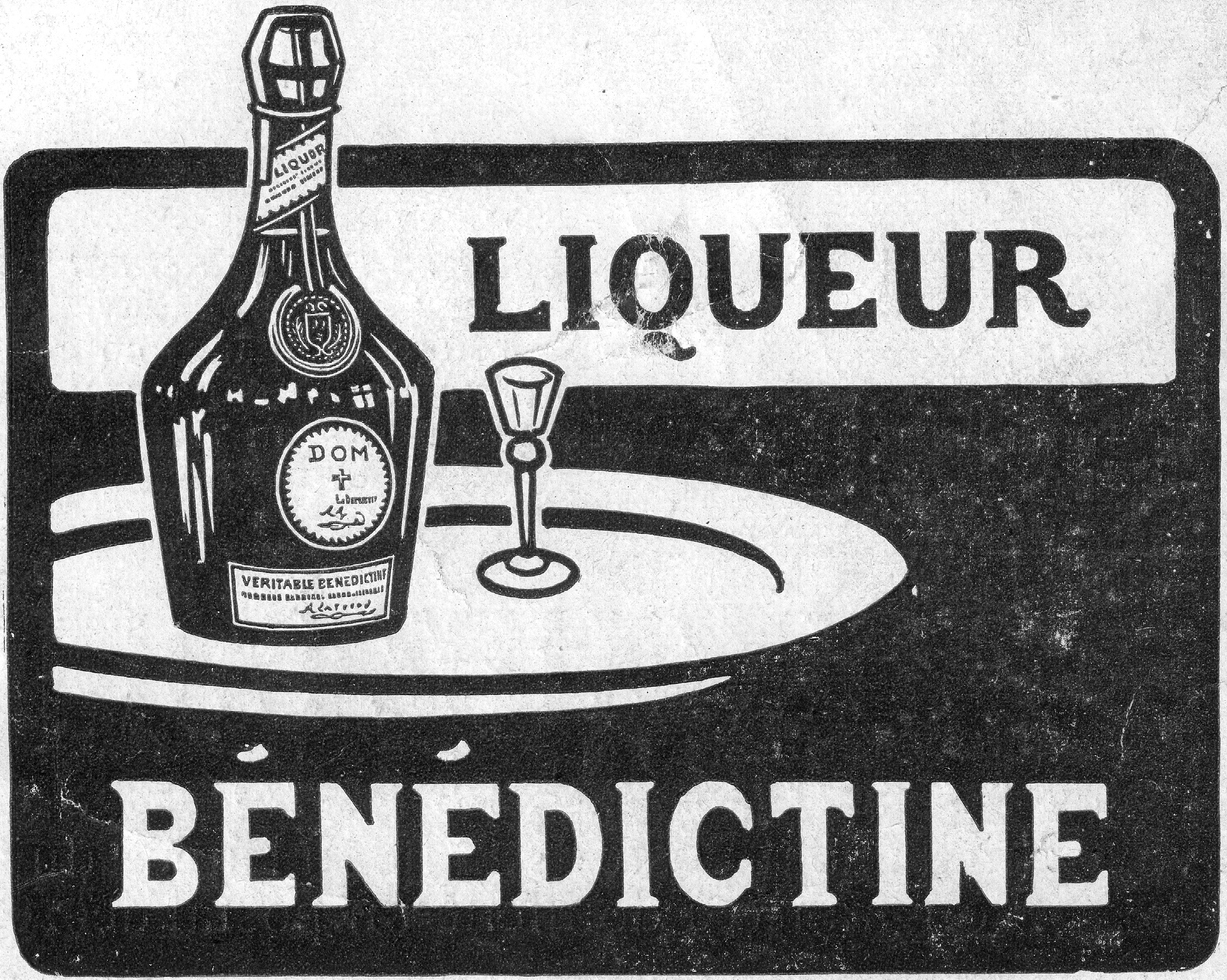
Encart publicitaire (1908).
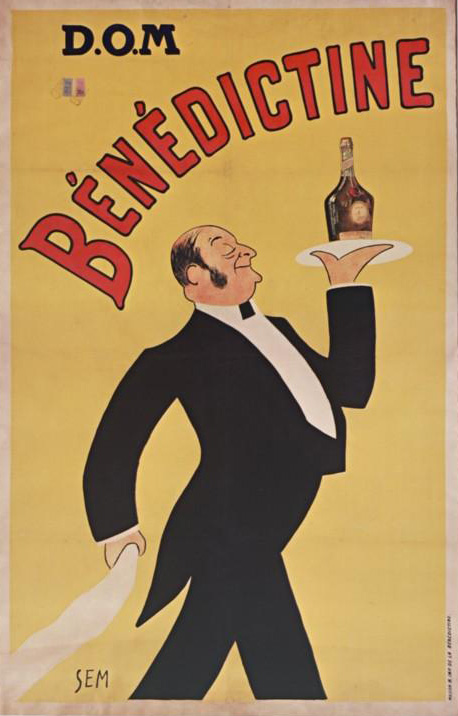
Réclame de 1910 par Sem.
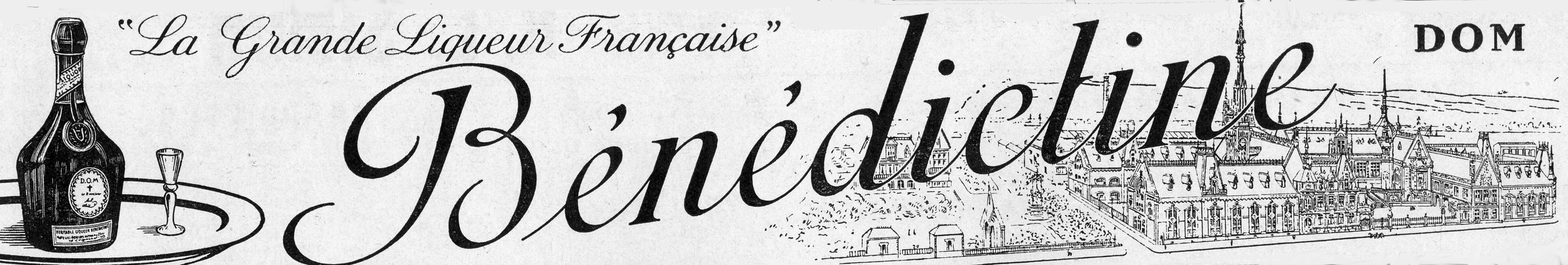
Réclame de 1923 (L'Illustration).
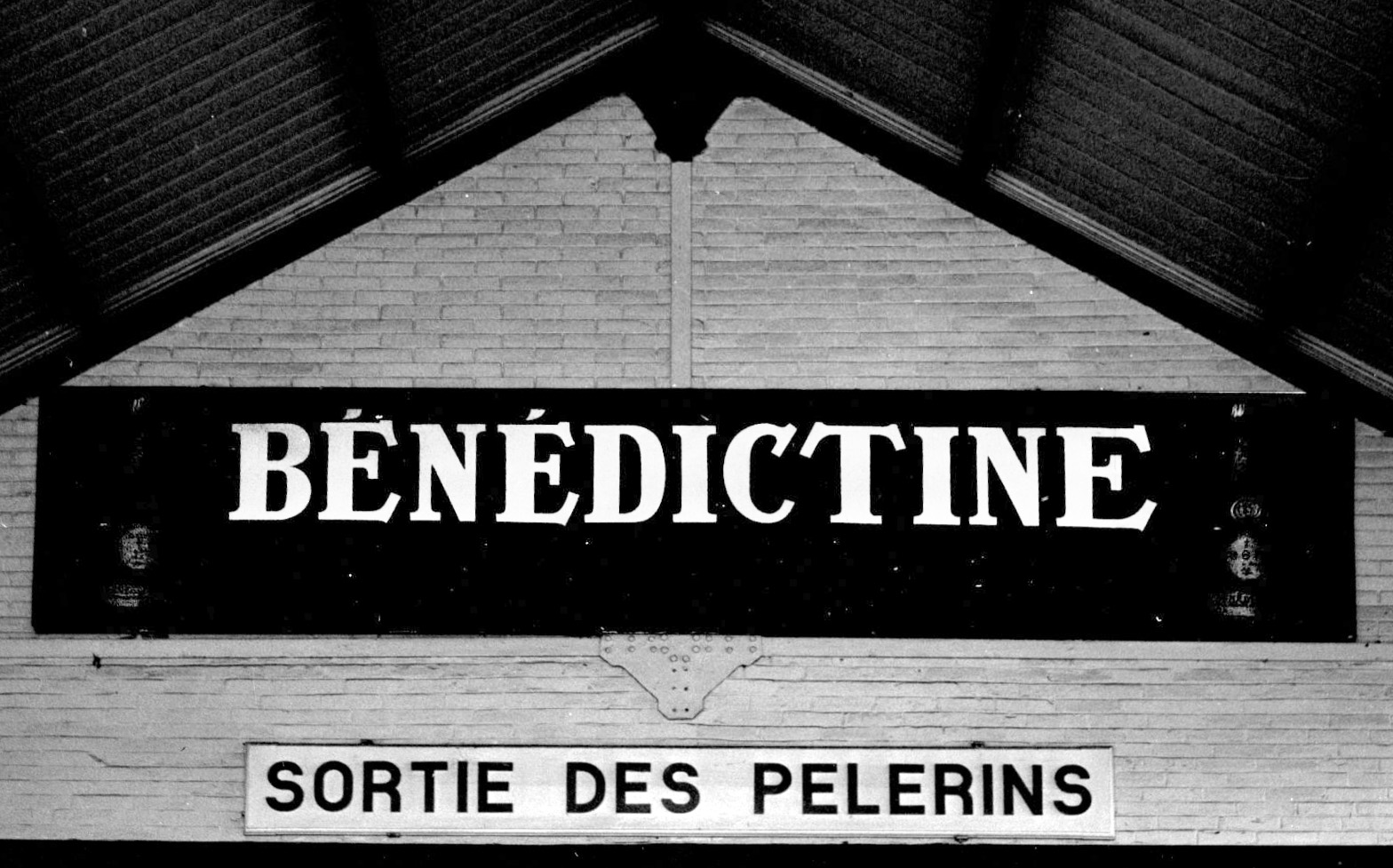
Publicité à Lourdes en 1964.

En 1990, l'affichiste Michel Bouvet est invité à composer une image.
À l'occasion du 500e anniversaire (1510-2010), trente-deux artistes contemporains exposent au Palais Bénédictine, les œuvres qu'ils ont conçues sur le thème des mystères de l'alchimie.

### Art
La Bénédictine et son flacon ont inspiré des artistes comme les peintres Paul Gauguin, Le Douanier Rousseau (La Bougie rose) ou Marcel Duchamp, et des affichistes comme Mucha, Paul Iribe et Leonetto Cappiello qui l'ont représenté dans certaines de leurs œuvres[réf. souhaitée].